# Donald Tardy
Donald Tardy (født 28. januar 1970) er en amerikansk musiker, bedst kendt for sin position som trommeslager i det amerikanske dødsmetal-band Obituary, som han stiftede sammen med sin bror John Tardy i 1984 under navnet Executioner. Under Obituarys pause 1997-2003 spillede han med Andrew W.K. hvor han endda bidrog til albummet I Get Wet. I 2008 dannede John Tardy og han selv dødsmetalduoen Tardy Brothers hvis debutalbum udkom i 2009. 

## Diskografi
Dette er kun en oversigt over studiealbums dvs. eper, live album osv. er ikke inkluderet.

### Med Obituary
- 1989: Slowly We Rot
- 1990: Cause of Death
- 1992: The End Complete
- 1994: World Demise
- 1997: Back From the Dead
- 2005: Frozen in Time
- 2007: Xecutioner's Return
- 2009: Darkest Day

### Med Andrew W.K
- 2001: I Get Wet

### Tardy Brothers
- 2009: Bloodline